# Get Your Gunn
«Get Your Gunn» — перший офіційний сингл американського рок-гурту Marilyn Manson. Спочатку планували випустити синглом «Snake Eyes and Sissies», однак цього так і не зробили; натомість видали пісню «Get Your Gunn», яка стала першим релізом лейблу Nothing Records. Хлопчик на обкладинці — Вес Браун, зведений брат басиста Твіґґі Раміреза. Пісня потрапила до канадського чарту.
Трек написано під впливом убивства лікаря Девіда Ґанна у Флориді активістом руху проти абортів Майклом Фредеріком Ґріффіном. Менсон пізніше описав цей злочин як «абсолютне лицемірство, свідком котрого я став: ці люди вбили когось лише через те, що виступали проти права на аборт». Бридж пісні містить аудіо з прес-конференції, на якій американський політик Роберт Дваєр застрелив себе, а також аудіо самого пострілу.
Після бійні у школі Колумбайн помилково повідомляли, що масові вбивці Ерік Гарріс і Ділан Кліболд були фанами гурту, а саму пісню звинувачували у тому, що вона надихнула хлопців на злочин.
За результатами опитування PRS for Music 2010 року, британці назвали «Get Your Gunn» восьмою найсуперечливішою піснею всіх часів.
Трек також є на бутлезі Portrait Sessions, на The Manson Family Album (початковій версії Portrait of an American Family), компіляції Lest We Forget: The Best Of, у фільмах «S.F.W.», «Дивні дні» та на концертному альбомі The Last Tour on Earth.

## Відеокліп
Режисер: Род Чонг. Це відео — одне з чотирьох, де присутній Менсон без гриму, контактної лінзи та помади (інші три: «Lunchbox», «No Reflection» та «Man That You Fear»).

## Список пісень
1. «Get Your Gunn» (Album Version) — 3:18
2. «Misery Machine» (Album Version) — 4:44
3. «Mother Inferior Got Her Gunn» — 5:39
4. «Revelation #9» — 12:57